# Cairns Church

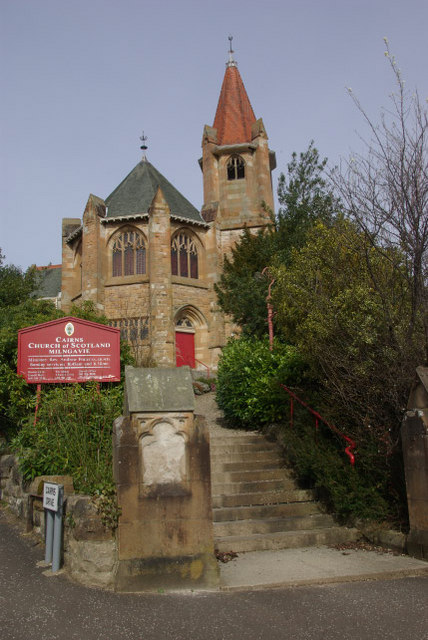
Cairns Church

Die Cairns Church ist ein Kirchengebäude der presbyterianischen Church of Scotland in der schottischen Stadt Milngavie in East Dunbartonshire. Es liegt an der Abzweigung zwischen Cairns Drive und Buchanan Street nördlich des Stadtzentrums. 1976 wurde die Cairns Church in die schottischen Denkmallisten in der Kategorie B aufgenommen. Die Kirche ist heute noch als solche in Verwendung.

## Geschichte
Im Jahre 1787 wurde einem Antrag auf den Bau eines Kirchengebäudes von dem Ältestenrat der Relief Church in Glasgow stattgegeben. In Milngavie existierte bis zu diesem Zeitpunkt kein Kirchengebäude und die Gottesdienste wurden im Freien abgehalten. Zunächst bestanden Probleme mit dem Kirchenbau und ein begonnener Rohbau wurde aus rechtlichen Gründen aufgegeben. Die New Kilpatrick Relief Church wurde schließlich 1799 fertiggestellt. Nach mehreren kircheninternen Fusionen wurde zu Ende des 19. Jahrhunderts ein neues Kirchengebäude nötig. Die Cairns Church wurde 1903 fertiggestellt. Ihr Name leitet sich von John Cairns, den Leiter des UP Divinity College ab. Infolge der Fusion mit der Church of Scotland im Jahre 1929 wurde die Cairns Church Pfarrkirche des Parish. 1957 wurde eine Gemeindehalle hinzugefügt. Eine grundlegende Renovierung wurde 2000 durchgeführt.

## Beschreibung
Die Cairns Church befindet sich in einem Wohngebiet nördlich des Stadtzentrums. Als Architekt war John Bennie Wilson für die Planung verantwortlich. Das markante Sandsteingebäude befindet sich in erhöhter Position. Ungewöhnlicherweise wurden die Dächer in zwei verschiedenen Farben eingedeckt. Während für den quadratischen Glockenturm ein rotes Ziegeldach gewählt wurde, ist die Kirche mit graugrünen Schieferschindeln eingedeckt.